# JWP女子プロレス
JWP女子プロレス（ジェイ・ダブリュ・ピーじょしプロレス）は、かつて存在した日本の女子プロレス団体。キャッチフレーズは「ピュアハート・ピュアレスリング」。

## 特徴

### リングネーム
1999年2月、ジュニア選手を中心にリングネームの一斉改名を実施。改名した選手とリングネームは以下の通りである。
- 久住智子→日向あずみ
- 天野理恵子→カルロス天野
- 本谷香名子→美咲華菜
- 宮口知子→輝優優
- 倉垣靖子→倉垣翼（一時退団時に倉垣ツバサに改名して復帰後、倉垣翼に戻す）
- 渡辺えりか→橋本真弥（再デビュー後、渡辺えりかに戻す）
- 佐井富子→アキュート冴

### 道場マッチ
2003年、六木の道場で月1回開催している。道場マッチではエンターテイメント性を高めたユニークなルールの試合が行われている。後述の2カウントフォールマッチを始め以下のルールの試合が組まれている。
- 場外転落後は用意された食べ物（おにぎり、かき氷など）を完食しないとリングに戻れないタッグマッチ。
- もしもリングに水たまりがあったら（マット上に擬似水溜りを置き、そこに体が付いたら負け）。
- 丁寧語マッチ（試合中に丁寧語を使わなかったら、その場でハリセンによる、お仕置きを受ける）。
- コスプレマッチ。
- 六木マリーナプールサイドマッチ（山本雅俊体制で行われた逗子マリーナ大会を再現）（海はビニールプールで代用）（当初は「真夏のプチ逗子マリーナ」だった）。

道場マッチはJ:COM足立の番組「あだちコミュニティーチャンネル」で中継したり足立区民向けに入場料を割引するなど地域に密着した興行を謳っている。

### JWPスポーツ教室
2006年、JWP女子プロレス道場を開放する形で開校したプロレス教室。
前年夏の体験練習に参加した中学生がきっかけとなりコマンド・ボリショイが考案して年明けに開講へ至った。
現在は健康増進を主とする原則月1回の「スポーツ教室」と選手育成を主とする原則週1回の「プロコース」が開かれている。いずれも所属選手及び引退後、スタッフに転じた日向あずみが指導に当たっている。
出身第1号選手は大木アスカ、前出の中学生は第2号選手のピンキー真由香。
通常は道場で行われているが出張プロレス教室も実施されている。
スポーツ教室出身者も女子プロレスラーになるためには規定のオーディション及びプロテストを経る必要があるが、それまでに必要不可欠とされる受け身及び基礎体力を身につけることができるため早いデビューも可能となり中学生のうちに受講して中学校卒業後にデビューした選手も存在する。

## 歴史

### 旗揚げまでの経緯
1992年1月28日、ジャパン女子プロレスの解散後、同団体の子会社「JWPプロジェクト」を母体に設立。選手会の分裂で最終所属選手12人のうちJWPに加わったのは7選手で、それにジャパン女子の最終興行で一旦引退を表明したデビル雅美も加わった。さらに旗揚げ前に第1回「オーディション」を行って合格者の中から桑原三佳と小林美津恵が旗揚げメンバーになった。ジャパン女子でリングアナウンサーだった山本雅俊と同じく広報だった篠崎清の共同代表と言う形を採っていた。事務所は上野、道場は三郷に設置。

### 旗揚げ
1992年4月3日、後楽園ホールで旗揚げ戦を開催。
フォールカウントを通常の3から2に変更した「2カウントフォールマッチ」、サブミッションによるギブアップのみで勝敗を決する「オンリーギブアップマッチ」、ストリートファイトルールを擬した「ドレスアップワイルドファイト」などの実験的な試合形式を行ったこともある。

### 全盛期
1992年以降、いわゆる「団体対抗戦ブーム」においては全日本女子プロレスとの間で互いの看板タイトルの争奪戦を繰り広げた。1993年4月11日にはダイナマイト関西&尾崎魔弓組が全日本女子のWWWA世界タッグ王座、12月6日にはキャンディー奥津が全日本女子の全日本ジュニア王座、1994年3月24日には全日本女子の下田美馬&三田英津子組がJWPタッグ王座を奪取。そして1995年8月30日には関西が全日本女子のアジャコングを破ってWWWA世界シングル王座に就いている。
ジャパン女子の解散後、選手会分裂によってJWPに加わらなかった選手たちから成るLLPWとは長く対立関係にあり1992年以降のいわゆる「団体対抗戦ブーム」においてもLLPWとの対抗戦は行われなかった。最盛期は全日本女子に匹敵するほどの人気を博していた。

### 衰退
1997年8月15日、アステールプラザで行われたタッグマッチでプラム麻里子が死亡するリング禍が起こった。その後、人気選手の退団が短期間に起きたため急速にファンの支持を失っていった（両国国技館等での大規模会場での興行を頻繁に行ったことで「運営が苦しいインディーだからこそ応援しよう」といった古くからのファンが離れていったことも理由に挙げられる）。12月5日、川崎市体育館でLLPWとの「交流戦」で「雪解け」を果たす。
1999年、それまで幾度か使用していた東天紅を常打ち化して「JWPホール」と名づけて興行を開催。

### 活動休止
2000年2月、全日本女子との業務提携を発表。全日本女子公認タイトルマッチのみならずジャパングランプリ公式戦をJWP興行内で行うなどした。8月、キックボクシングジム「アクティブJ」との業務提携を発表。同ジムから試合提供を受けていた。11月26日、ディファ有明大会を最後に活動休止。

### 活動再開
2001年1月、代表の山本雅俊が退任するなど経営陣が変わった。2月18日、ディファ有明大会から活動再開。以降は東京キネマ倶楽部を始めとする小規模会場を中心に堅実な興行活動を継続している。
2002年、六木に事務所兼道場を建てて移転。
2003年、コマンド・ボリショイ筆頭たる選手会主導の運営に転換。
2010年10月5日、本郷にJWPメディア本部を兼ねた「LIVE&Bar ふらっとんTIMES」がオープン。
2011年1月、全日本女子が行っていた「タッグリーグ・ザ・ベスト」と同名の大会を復活させることになった。
2014年3月20日、キャリア5年未満のジュニア選手を中心とした興行「青春・無限大パワー」をレッスル武闘館で開催。
2016年11月5日、亀有最寄に移転することを発表。名称は亀アリーナ。
2017年1月、運営会社がボリショイが代表取締役社長を務めるPURE DREAMに変更。

### 活動停止
2月8日、ボリショイ、KAZUKI、Leon、中森華子、勝愛実、ライディーン鋼、藤ヶ崎矢子が記者会見を行って運営会社だったJWPプロデュースとの契約が4月いっぱいで終了して諸事情により更新することができないため独立して新たな女子プロレス団体を設立することを発表。
3月28日、新団体名がPURE-J女子プロレスになったことを発表。
4月2日、後楽園ホール大会を最後に活動停止。

### 他団体との交流
JWPは団体対抗戦ブームより活動を続ける数少ない女子プロレス団体の1つであるため他団体との交流は比較的多く現在は国内で活動するほとんどの女子プロレス団体と何らかの交流を持っている。JWPの自主興行への参戦は所属が再び増加した現在は後楽園ホール大会を除けば減少傾向にあるがJWP所属選手の他団体参戦については主にOZアカデミーなど所属選手の少ない女子プロレス団体やアイスリボンのような興行数の多い女子プロレス団体へ積極的に参戦させている。

#### 女子団体
LLPW-X
前出の通り、両団体は旗揚げのいきさつから絶縁状態にあり、本格的な交流が始まったのが1997年以降であった。以降も交流は決して多くはないものの、2002年にはカルロス天野がLLPW6人タッグ王座を獲得（パートナーは遠藤美月&青野敬子。その後LLPWの会社組織変更もあり封印され最後のチャンピオンとなった）。2007年のLLPW両国大会にもボリショイ・キッドが参戦している。LLPW-Xに団体名が変更された後は2014年のつくば大会にJWPから試合提供が行われた。
GAEA JAPAN
GAEAは創設者の長与千種が旗揚げ前にフリーとしてJWPに定期参戦していたこともあり当初JWPと交流を深め、両団体混合タッグのトーナメント戦を共催したほどであったが、尾崎魔弓がJWPを退団してGAEAに定着すると、その後の交流はGAEA崩壊まで途絶えた。
ワールド女子プロレス・ディアナ
ディアナにはほぼ毎回、JWPから参戦あり。一時交流が途絶えた時期もあったが、ジャガー横田が入団してからは再び参戦するようになり、ジャガーも引き続きJWPにスポット参戦。特にディアナの生え抜きであるSareeeにとって他団体参戦が解禁される前のJWP勢との対戦は同年代との貴重な対戦経験であり、他団体参戦が解禁されてからは道場マッチを除きほぼ常連参戦していた。
2009年にJWPを出入り禁止にされた堀田祐美子はディアナ移籍後の2013年に半ば強引ながら処分が解除され、中島安里紗の持つ無差別級王座に挑戦した。
OZアカデミー女子プロレス
元々は、尾崎魔弓がJWP在籍当時から活動してきたユニットであり、JWPとGAEA JAPANの団体の枠を越えて活動していた。2006年にOZとJWPの間で相互参戦が行われており、OZ主催でプラム麻里子追悼興行「プラムの花咲くOZの国」には毎年、コマンド・ボリショイがゲスト参戦。また、アジャ・コングはJWPタッグ2冠を奪取（パートナーは阿部幸江）、逆にOZからは尾崎魔弓が2015年にJWP認定無差別級王座を獲得している。
REINA女子プロレス
REINA女子プロレスがプロモーションとして活動開始した頃にJWPから多くの参戦があり、団体化後もそれを継続するかのように続いた。また、蒼星杯にCMLLからREINA経由でレイディ・アフロディータが出場してREINA興行内で公式戦が組まれた。一方、黒木千里（沙耶）はJWP退団後REINAにフリー参戦を経て入団。
プロレスリングWAVE
タッグリーグ・ザ・ベストなどJWPが主催するリーグ戦の公式戦をWAVE興行内で、逆にWAVE主催Catch the WAVE公式戦をJWP興行内で組むなどしている。また、桜花由美らによるブラック・ダリアが後楽園大会に登場しており、中森華子もその一員となっていた。2012年のJWPタッグリーグ・ザ・ベストでは植松寿絵が輝優優と組んで優勝。一方、2013年のCatch the WAVEでは中島安里紗が準優勝。同年デビューしたWAVE初の新人夏すみれも12月に初参戦。
アイスリボン
JWPと盛んに交流が行われている団体のひとつ。アイスリボン旗揚げ後にデビューしたJWPの新人はアイス所属選手との対戦を経験させている。また、コマンド・ボリショイはアイスの至宝であるICE×60王座を奪取している。
さらに2012年の夏女決定トーナメントはアイスと共催の混合タッグ戦として開かれた他、2013年に開催されたジュニア二冠次期挑戦者決定リーグ戦にもアイスリボンから1名エントリーしている。JWPタッグリーグ・ザ・ベストには毎年アイスからは混成タッグとして参戦。
スターダム
いわゆる「鎖国」を敷いており他団体との交流に消極的な団体であるが、Leonがスターダムへ管理権が移ったハイスピード王座を保持していたためその防衛戦を行い、他に米山香織も参戦経験がある。
逆にスターダムからは高橋奈苗、夏樹☆たいよう、世IV虎が参戦しており、2013年に開催されたジュニア二冠次期挑戦者決定リーグ戦にも須佐えりがエントリーしている。
CHICK FIGHTS SUN
2007年にCHICK FIGHTS SUN主催で行われた「Chick Fever J」に春山香代子がエントリーして優勝。同団体には日向あずみ、闘獣牙Leon（当時）、中島安里紗も参戦経験がある。
センダイガールズプロレスリング
旗揚げから頻繁に「エネミー軍」として招聘されるなど、アイスリボンと並んで交流が盛んな団体。また、仙女所属選手がJWPジュニア二冠王座を長期に渡って保持してきた。逆に2011年の震災発生時には仙女選手を一時的にJWP道場へ避難させている。
十文字姉妹（DASH・チサコ&仙台幸子）はJWPタッグリーグ・ザ・ベスト2013で優勝している。ライディーン鋼などが時折参戦している。

#### 男子団体
新日本プロレス
2000年代初頭に新日本プロレスのビッグマッチにJWPから試合提供を行った。
プロレスリング・ノア
2014年4月に開かれたノアの別ブランド「プロレスリング・セム」にラビット美兎が参戦。
プロレスリングZERO1
2014年3月9日のZERO1後楽園大会で夕陽が中島安里紗とシングルで対戦。夕陽もJWP「青春・無限大パワー!!」に参戦する。
WRESTLE-1
2013年に武藤敬司が中心となって旗揚げされた団体。女子プロレスマッチを1試合組み込んでおり、JWPからもこれまでに阿部幸江と中森華子が参戦。
大日本プロレス
大日本女子部が存在していた時期にはJWPと相互参戦が行われており、米山香織はBJW女子王座奪取も果たしている。
2012年には新木場で合同興行を開いているが、新宿髪切りマッチ（詳細は米山香織#米山革命）と後述の米山引退撤回騒動で関係は悪化した。しかし米山退団後は商店街プロレスの女子提供マッチに参戦をするレスラーも多い。
SMASH
SMASHにレギュラー参戦していた華名とJWPの間で抗争が勃発してSMASH興行内で展開された。
WNC
中島安里紗、コマンド・ボリショイらが参戦している。

### 米山香織の引退撤回騒動
2011年12月23日、昼に開催した後楽園ホール大会をもって引退するはずだった米山香織がセレモニー中に引退撤回という前代未聞の騒動を起こして引退ロードのチケット払い戻しなど会社に損害を与える結果となった。（詳細は米山香織#引退撤回騒動）、この騒動の影響で大会終了時間が大幅に押して夜に開催される新日本プロレスの開始時刻が遅れる事態に発展。この日、新日本に参戦したKAIENTAI DOJOのTAKAみちのく代表がJWP及び米山を糾弾。前述の髪切りマッチで悪化させた大日本プロレスとの関係も更に悪化した。
JWPではこのような事態が2度と起こらぬよう対策のひとつとして「引退興行のスキーム」を整備した。大まかな概要として、それまで引退の意思確認は口頭のみであったものを文書での署名で記して、これにより引退を決定したものとして撤回した場合の罰則規定も検討している。

## タイトル
- JWP認定無差別級王座
- JWP認定タッグ王座
- JWP認定ジュニア王座
- JWP認定後楽園タッグ王座
- デイリースポーツ認定女子タッグ王座

リーグ戦、トーナメント戦
- オープンクラス・チャレンジリーグ戦
- JWPタッグリーグ・ザ・ベスト
- 夏女決定トーナメント
- 蒼星杯

## JWP認定タイトルの規則
2012年5月22日、JWP実行委員会が旗揚げ20周年を期に発表。
JWP防衛戦の規定
1. JWP認定ジュニア王座の挑戦規定及び王座保持期限をキャリア4年以内とする。
2. JWP女子プロレスが認定するタイトルの防衛戦の期限は全て最大4ヶ月とする。
3. 王座戦には立会い人及びJWPの承諾を必要とする。

暫定王者の規定
1. 正規王者が怪我など、やむを得ない事情で長期間防衛戦を行えなくなった場合、その選手の王座保持を認めたうえで王者たる実力を持つ選手同士（タッグを含む）が王座決定戦を行い、その勝者を一時的に王者として認定する。一時的に認定された王者は「暫定王者」となる。
2. 暫定王者となった選手には正規の王者と同じようにチャンピオンベルトが贈られ防衛戦を行うことができる。
3. 正規王者が防衛戦を行える状況になり次第、正規王者と暫定王者双方に対しすみやかに王座統一戦を行うよう義務付ける。
4. 正規王者が統一戦を行うことなく王座を返上（引退を含む）もしくは剥奪された場合、暫定王者が自動的に新正規王者として認められる。

## 最終所属選手
- コマンド・ボリショイ（ジャパン女子プロレス→1992年 - 2017年→PURE-J女子プロレス）
- KAZUKI（吉本女子プロレスJd'→フリー→2005年 - 2017年→PURE-J女子プロレス）
- Leon（アルシオン→メジャー女子プロレスAtoZ→フリー→2007年 - 2017年→PURE-J女子プロレス）
- モーリー（全日本女子プロレス→伊藤薫プロレス教室→時津事務所→2011年 - 2017年→フリー）
- 中森華子（伊藤薫プロレス教室→時津事務所→2011年 - 2017年→PURE-J女子プロレス）
- 勝愛実（2011年 - 2017年→PURE-J女子プロレス）
- ライディーン鋼（2012年 - 2017年→PURE-J女子プロレス）
- 藤ヶ崎矢子（2012年 - 2017年→PURE-J女子プロレス）
- RiNO（2015年 - 2017年→フリー）
- アイビス咲蘭（2016年 - 2017年→フリー）

## スタッフ

### レフェリー
- テッシー・スゴー

### リングアナウンサー
- 伊藤こーへー（ジャッジサポート）

## 歴代所属選手
引退（復帰した選手は除く）
- 斎藤澄子（ジャパン女子プロレス→1992年 - 1993年）
- キューティー鈴木（ジャパン女子プロレス→1992年 - 1998年）
- 福岡晶（ジャパン女子プロレス→1992年 - 1999年）
- 桑原三佳（1992年 - 199?年）
- 小林美津恵（1992年 - 199?年）
- 天摩由美（旧：永野由美）1992年 - 199?年）
- 外山寿美代（旧：さぶろう）（全日本女子プロレス→1988年引退→ジャパン女子プロレス練習生→1992年復帰 - 1996年）
- 日置まち子（1992年 - 199?年）
- 能智房代（全日本女子プロレス→1993年 - 1996年）
- 小林智美（1994年）
- 菅生裕美（現：テッシー・スゴー）（1994年 - 1996年レフェリー転向 - 2017年→PURE-J女子プロレス）（レフェリー）
- 美咲華菜（旧：本谷香名子）（1994年 - 2001年）
- 日向あずみ（旧：久住智子）（1994年 - 2009年）（コーチ、フロントスタッフ）
- 橋本史穂（1996年）
- 大隅沙理（1996年-1998年）
- アキュート冴（旧：佐井富子、市川狐火名）（1998年 - 2002年）
- 大木アスカ（旧：大木香）（2006年 - 2008年）
- ピンキー真由香（旧：新関真由香）（2007年 - 2009年）
- masu-me（2010年 - 2012年）
- ムーン瑞月（2010年 - 2014年）
- 阿部幸江（吉本女子プロレスJd'→フリー→メジャー女子プロレスAtoZ→フリー→2006年 - 2014年）
- 春山香代子（1998年 - 2015年）
- 林結愛（2014年 - 2016年）
- 瑛凛（2014年 - 2016年）
- ラビット美兎（2011年 - 2016年）

フリーもしくは他団体所属
- デビル雅美（全日本女子プロレス→フリー→1992年 - 2000年→フリー→2008年引退）
- 尾崎魔弓（ジャパン女子プロレス→1992年 - 1997年→フリー→OZアカデミー女子プロレス）
- ダイナマイト関西（ジャパン女子プロレス→1992年 - 2000年→フリー→OZアカデミー女子プロレス→2016年引退）
- キャンディー奥津（旧：奥津智子）（1992年 - 1997年引退→1998年復帰→アルシオン→2001年引退）
- 矢樹広弓（1994年 - 1997年引退→1998年復帰→フリー→2004年引退）
- カルロス天野（旧：天野理恵子）（1994年 - 2000年→フリー→GAEA JAPAN→フリー→OZアカデミー女子プロレス→2015年引退）
- 輝優優（旧：宮口知子）（1994年 - 2002年→GAEA JAPAN→フリー→2012年引退）
- 宮崎有妃（1995年→吉本女子プロレスJd'→フリー→NEO女子プロレス→2010年引退→2015年復帰→フリー→プロレスリングWAVE）
- 倉垣翼（1995年→1995年引退→1998年復帰 - 2002年→フリー→2003年 - 2013年→フリー）
- 米山香織（1999年 - 2013年→フリー）
- 木村響子（2003年 - 2005年→フリー→2017年引退）
- 青野敬子（旧：蹴射斗）（LLPW→2007年 - 2011年→フリー→ワールド女子プロレス・ディアナ）
- KURO（旧：黒木千里、現：沙耶）（2009年 - 2011年→フリー→REINA女子プロレス→フリー→ワールド女子プロレス・ディアナ→2012年引退）
- 川佐ナナ（2011年 - 2013年引退）
- 中島安里紗（2006年 - 2009年引退→2012年復帰 - 2016年→SEAdLINNNG）

## 歴代スタッフ
- チャーリー東（レフェリー）
- 川崎恵代(乱馬翔)（レフェリー）
- 山本雅俊（リングアナウンサー、共同代表）
- 千葉道也（リングアナウンサー）
- 大月治美（リングアナウンサー）
- 時津実（統括部長）

## 故人

### 女子プロレスラー
- プラム麻里子（ジャパン女子プロレス→1992年 - 1997年在籍中死去）
- 渡辺えりか（旧：橋本真弥）（1998年 - 1999年引退→2002年復帰 - 2006年、2018年死去）

### スタッフ
- 山本小鉄（新日本プロレス）（コーチ）（2010年死去）

## JWPアワード
JWPが1年間を通じて活躍した選手を表彰する制度。各賞はファン投票で決定される。
2001年
- MVP : 日向あずみ
- ベストバウト賞 : 11月21日 板橋産文ホール 日向あずみ vs コマンド・ボリショイ
- 敢闘賞 : 春山香代子、倉垣翼、市川狐火名、米山香織
- 特別賞 : 輝優優

2002年
- MVP : 米山香織
- ベストバウト賞 : 5月19日 ディファ有明 JWP認定無差別級選手権試合ドレスアップ・ワイルドファイト 日向あずみ vs 輝優優
- 敢闘賞 : 春山香代子、渡辺えりか
- 特別賞 : コマンド・ボリショイ

2003年
- MVP : 春山香代子
- ベストバウト賞 : 8月16日 板橋産文ホール プラム麻里子さん7回忌メモリアル6人タッグマッチ コマンド・ボリショイ、春山香代子、渡辺えりか vs 日向あずみ、木村響子、宮崎有妃
- 敢闘賞 : 米山香織

2004年
- MVP : 春山香代子
- ベストバウト賞 : 11月28日 東京キネマ倶楽部 JWP認定無差別級王者決定トーナメント決勝戦 日向あずみ vs 春山香代子
- 敢闘賞 : 米山香織
- 技能賞 : 倉垣翼

2005年
- MVP : 倉垣翼
- ベストバウト賞 : 5月15日 後楽園ホール JWP認定無差別級選手権試合 日向あずみ vs 伊藤薫
- JWP賞 : コマンド・ボリショイ
- 殊勲賞 : KAZUKI
- 敢闘賞 : 米山香織
- 功労賞 : 渡辺えりか

2006年
- MVP : 向あずみ
- ベストバウト賞 : 12月24日 後楽園ホール JWP認定無差別級&NEO統一2冠トリプル選手権試合 日向あずみ vs 田村欣子
- 殊勲賞 : KAZUKI
- 敢闘賞 : 米山香織
- 新人賞 : 中島安里紗

2007年
- MVP : 日向あずみ
- ベストバウト賞 : 12月9日 後楽園ホール JWP認定タッグ選手権試合 倉垣翼&春山香代子 vs 高橋奈苗&夏樹☆たいよう
- 敢闘賞 : 中島安里紗
- 技能賞 : 闘獣牙Leon
- 特別賞 : コマンド・ボリショイ

2008年
- MVP : 春山香代子
- ベストバウト賞 : 9月23日 後楽園ホール JWP認定無差別級選手権試合 春山香代子 vs 堀田祐美子
- 殊勲賞 : 中島安里紗
- 敢闘賞 : 闘獣牙Leon

2009年
- MVP : 日向あずみ
- ベストバウト賞 : 4月12日 後楽園ホール JWP認定無差別級選手権試合 春山香代子 vs 日向あずみ
- 殊勲賞 : 米山香織
- 特別賞 : 阿部幸江
- エネミー賞 : さくらえみ

2010年
- MVP : 米山香織
- ベストバウト賞 : 12月23日 後楽園ホール JWP認定無差別級&NEO統一2冠トリプル選手権試合 米山香織 vs 田村欣子
- 殊勲賞 : 阿部幸江
- 特別賞 : KAZUKI
- エネミー賞 : ヘイリー・ヘイトレッド
- 新人賞 : 下野佐和子

2011年
- MVP : 該当者なし（米山香織が選ばれていたが辞退）
- ベストバウト賞 : JWP認定無差別級選手権試合 米山香織 vs Leon

4月3日後楽園ホール
- 特別賞 : 米山香織
- エネミー賞 : ヘイリー・ヘイトレッド
- 新人賞 : 勝愛実

2012年
- MVP : 中島安里紗
- ベストバウト賞 : 8月19日 後楽園ホール JWP認定タッグ&デイリースポーツ認定女子タッグ選手権試合 さくらえみ&米山香織 vs コマンド・ボリショイ&中島安里紗
- 特別賞 : コマンド・ボリショイ
- エネミー賞 : さくらえみ
- ニューウェーブ賞 : 勝愛実

2013年
- MVP：中島安里紗
- ベストバウト賞 : 12月15日 後楽園ホール JWP認定無差別級選手権試合 華名 vs 中島安里紗
- 特別賞 : 阿部幸江
- 審査員特別賞 : 中森華子
- エネミー賞 : 華名
- ニューウェーブ賞 : 勝愛実

2014年
- MVP : 中島安里紗
- ベストバウト賞 : 9月15日 板橋区立グリーンホール JWP認定無差別級選手権試合　中島安里紗 vs Leon
- 特別賞 : 阿部幸江
- エネミー賞 : 木村響子
- ニューウェーブ賞 : 林結愛

2015年
- MVP : 春山香代子
- ベストバウト賞 : 12月23日 板橋区立グリーンホール 春山香代子 vs 中島安里紗
- 特別賞 : 中森華子
- エネミー賞 : 十文字姉妹（DASH・チサコ&仙台幸子）
- ニューウェーブ賞 : 藤ヶ崎矢子

## 試合中継
- JWP女子プロレス中継（WOWOW）

## テレビゲーム
- JWP女子プロレス ピュア・レッスル・クイーンズ（ジャレコ）